# Lýtir
Lýtir è una divinità svedese della mitologia norrena, della quale non si hanno quasi notizie.
L'unica fonte in cui è nominata è il Flateyjarbók, dove si narra di un rito estivo organizzato a Uppsala dal re di Svezia Erik. In tale rito, solitamente, il dio si manifestava su un carro lasciato, la notte, nel luogo in cui erano stati compiuti i sacrifici. Nell'occasione che fa da oggetto alla narrazione, però, dacché dopo due notti d'attesa Lýtir non si era ancora manifestato, Erik fece officiare ulteriori sacrifici. Dopo la terza notte, finalmente, il dio si manifestò: segno della sua presenza era il peso del carro, tanto aumentato che le bestie che lo trainavano morirono prima di giungere alla sala del re. Il re accolse il dio con ricchi doni e libagioni, per quindi porgli diversi quesiti.
I possibili significati del nome di Lýtir hanno tutti connotazioni negative: o sono collegati al verbo lýta, cioè "biasimare", "contaminare"; o all'aggettivo lítill, cioè "piccolo", probabile allusione ironica al carattere fallico di divinità come Freyr. In entrambi i casi si può supporre dunque che Lýtir non sia una divinità vera e propria ma un nome usato dall'autore cristiano del Flateyjarbók, per mettere alla berlina la divinità pagana venerata in questo rito.